# Metti una notte
Metti una notte è un film italiano del 2017 diretto e interpretato da Cosimo Messeri.
È l'ultima pellicola dove compare Elio Pandolfi, morto nel 2021.

## Trama
Martino, un giovane entomologo in crisi sentimentale, torna a Roma per ritrovare l'adorato zio. Appena arrivato lo zio gli chiede il favore di fare da babysitter alla figlia di alcuni amici. Una volta arrivato a casa di Linda, la bambina, Martino scopre che assieme a questa c'è anche Lulù, la sua eccentrica e imprevedibile nonna. Tutto si complica quando Martino riceve la telefonata di Tea, la ragazza è in pericolo e gli chiede aiuto. Martino entusiasta all'idea di poterla salvare è costretto a portarsi dietro nonna e bambina in una serie di avventure, incontri ed imprevisti.

## Distribuzione
La pellicola è stata presentata alla 12ª edizione della Festa del Cinema di Roma nella sezione Alice nella città, vincendo il premio Panorama Italiano.